# 黑浮鸥
黑浮鸥（学名：Chlidonias niger），为鸥科浮鸥属的鸟类。该物种的模式产地在瑞典，是中国国家二级重点保护动物。通常發現於內陸水域或其附近，繁殖於歐洲、西亞和北美洲。在冬季，這些鳥類會遷徙至非洲和南美洲的沿海地區。

## 分類
黑浮鷗於1758年由瑞典博物學家卡爾·林奈在其著作《自然系統》的二名法中正式描述，並命名為Sterna nigra。 林奈將模式產地指定為歐洲，但現在限制為瑞典的烏普薩拉。 黑浮鷗現為四個物種之一，隸屬於由法國博物學家康斯坦丁·薩米埃爾·拉菲內克於1822年引入的浮鷗屬（Chlidonias）。 這個屬名來自古希臘語khelidonios，意為「像燕子」，來自khelidon，意為「燕子」：黑浮鷗的另一個古老英文名稱為「沼澤（即湖泊）燕子」。 其種名來自拉丁語niger，意為「閃亮的黑色」。 顧名思義，它的羽毛主要是深色的。在某些光線下，繁殖季節中的黑浮鷗看起來可能會呈現藍色，因此在英國曾被稱為「blue darr」。

## 亚种
目前認可兩個亞種。以下是它們的繁殖範圍。
- C. n. niger（林奈, 1758）– 內陸歐洲（不包括不列顛群島和北斯堪的納維亞）至中亞、中南俄羅斯和蒙古西北部。主要繁殖于欧洲南部、俄罗斯南部、黑海、里海、亚洲中部，冬季南迁至非洲的大西洋海岸。[9]
- C. n. surinamensis（格梅林, 1789）– 內陸中西部西北地區和東部不列顛哥倫比亞至南部詹姆斯灣和東南部海洋省份（加拿大西北至東南部）至中加利福尼亞、堪薩斯、五大湖和緬因州（美國西北、中西部至東北部）。主要繁殖于加拿大和美国北部，冬季南迁至中美洲和南美洲北部沿海。[9]

## 描述

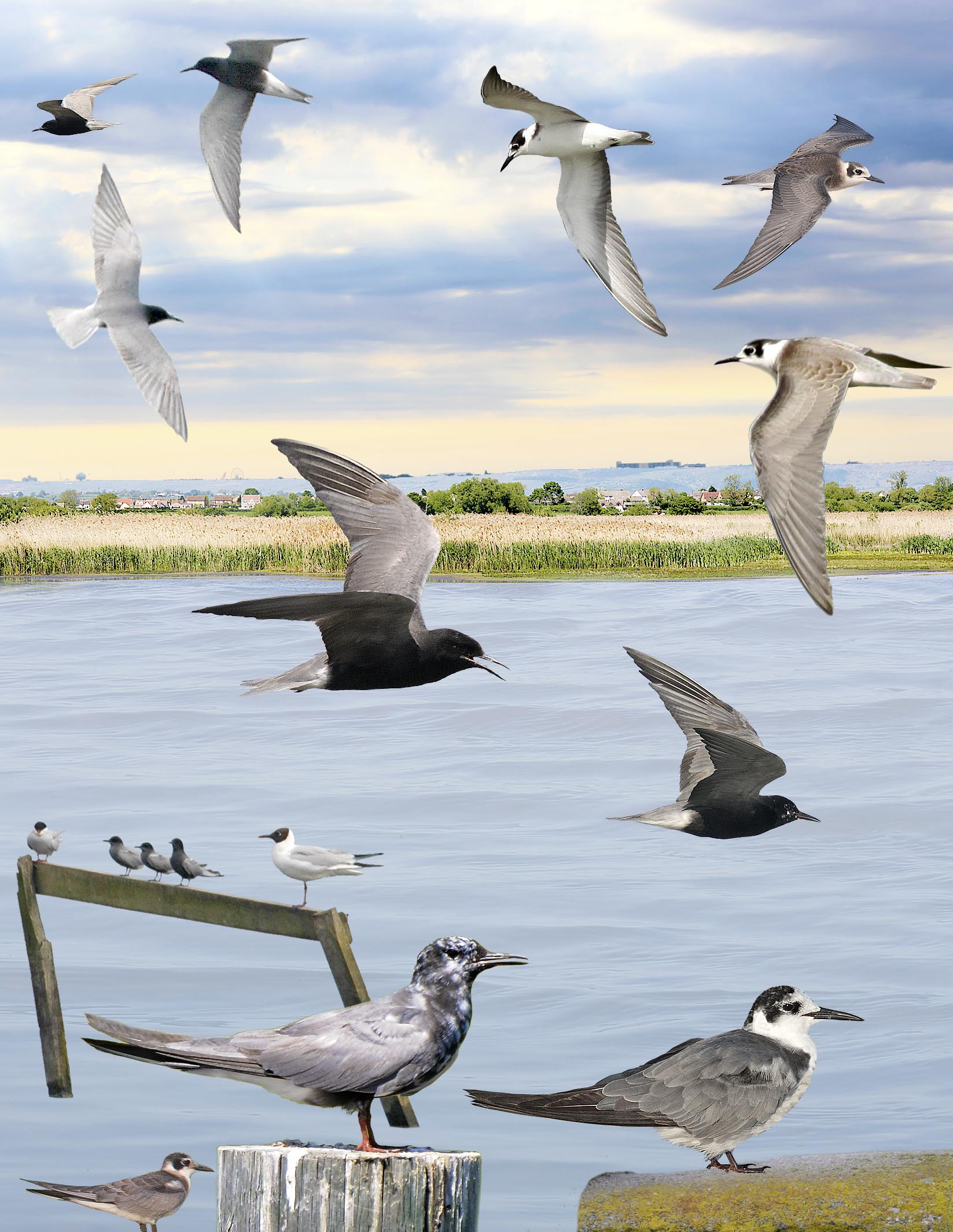
ID composite

成鳥身長25 cm（10英寸），翼展61 cm（24英寸），體重62 g（21⁄8 oz）。它們有短而深色的腿和短小、看起來較弱的黑色喙，喙長27 mm（11⁄16英寸），幾乎與頭部等長。喙長而纖細，看起來略微向下彎曲。它們的背部為深灰色，前翼為白色，頭部、頸部（成鳥偶爾帶有灰色調）和腹部為黑色或黑褐色，頂冠（與耳覆羽的顏色融合，形成幾乎完整的頭罩），尾巴為淺棕灰色的「方形」尾巴。臉部為白色。眼前方有一個大黑色三角形斑塊，幼鳥有一個寬闊的白色領圈。白色胸部兩側有灰褐色污跡，這是上體羽毛的向下延伸部分。這些標記的大小不一，並不顯眼。在非繁殖期，大部分黑色（除了頭冠）被灰色取代。上體羽毛顏色沉悶，羽毛邊緣呈淡色。臀部為棕灰色。
北美洲的亞種C. n. surinamensis在所有羽毛狀態下均可與歐洲形態區分開來，有些人認為它是一個單獨的物種。
飛行中，體型顯得纖細。翼拍動作有力而有節奏，飛行經常不規則，因為它會俯衝到水面覓食；這與其他燕鷗物種相似。
它的叫聲被描述為高音的「kik」聲；大群時的叫聲被稱為「震耳欲聾」。

## 習性
黑浮鸥栖息于湖泊、河流和沼泽地带，以水生无脊椎动物和昆虫为食，也捕食小鱼，通常营巢于生长有芦苇等水生植物的河湖岸边或沼泽，用芦苇叶和草茎在浮水的植物团上构成浮巢，繁殖期为5到7月，每窝产卵2至4枚，卵的颜色为赭色或暗褐色，被有黑色斑点，孵化朗为14至17天，雄鸟和雌鸟轮流孵卵。

## 與白翅黑浮鷗的雜交
在瑞典和荷蘭記錄到此物種與白翅黑浮鷗的雜交。在1978年9月和1981年9月，於英格蘭的丘谷湖觀察到兩隻幼鳥，據信它們是雜交種；它們顯示了兩種物種的混合特徵，具體表現為深色背部（白翅黑浮鷗的特徵）和胸側的黑色斑塊（黑浮鷗的特徵，白翅黑浮鷗不具備此特徵）。

## 分佈與棲地
它們的繁殖棲地是遍布加拿大大部分地區、美國北部、歐洲和西部亞洲的大部分地區的淡水沼澤。它們通常在沼澤中漂浮的材料上築巢，或在非常接近水面的地面上築巢，每次產下2至4顆卵。
在英格蘭，黑浮鷗在東部沼澤區（尤其是林肯郡和劍橋郡）曾經數量非常多，直到19世紀初。1769年，英國博物學家托馬斯·彭南特提到「巨大的黑浮鷗群」，牠們的叫聲「幾乎震耳欲聾」。由於繁殖地的大量排水工程，到1840年左右，英格蘭的黑浮鷗群已經消失。黑浮鷗間歇性地試圖重新定居英格蘭，但均未成功，僅在20世紀下半葉有少數繁殖記錄，其中一例發生在愛爾蘭。
北美的黑浮鷗會遷徙至南美洲北部的沿海地區，有些會遷徙到公海上。舊大陸的鳥類則在非洲過冬。
與「白色」燕鷗屬（Sterna）燕鷗不同，這些鳥不會潛水捕魚，而是飛行中在水面或附近撿拾物品，或在空中捕捉昆蟲。它們主要食用昆蟲和魚類，也會吃兩棲動物。

### 偶爾出現
美國亞種曾作為迷鳥出現在英國和愛爾蘭。

## 保育
北美的黑浮鷗族群近年來因棲地喪失而減少。
黑浮鷗是非歐亞遷移性水鳥協定（AEWA）涵蓋的物種之一。

## 圖庫

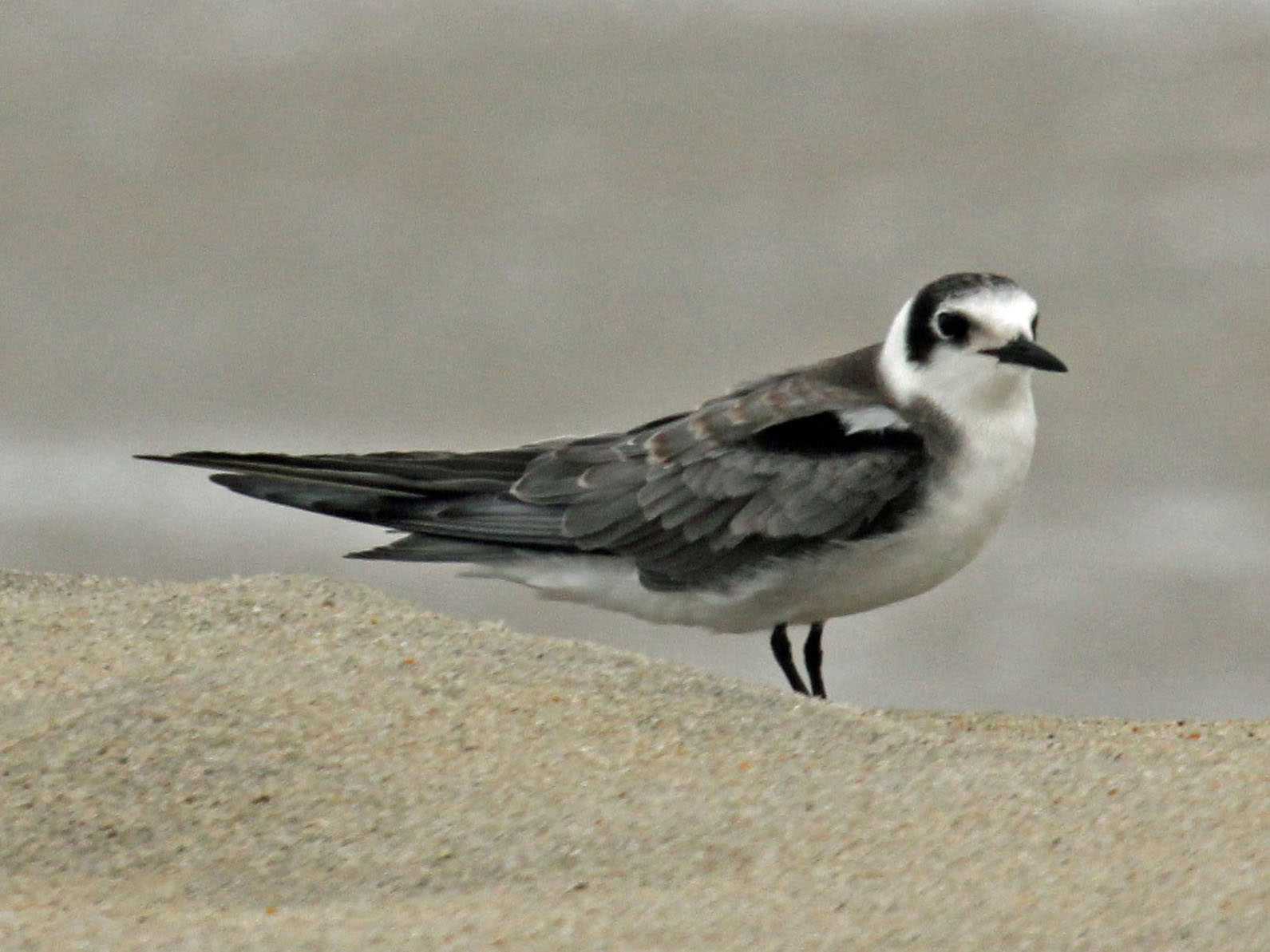
非繁殖期
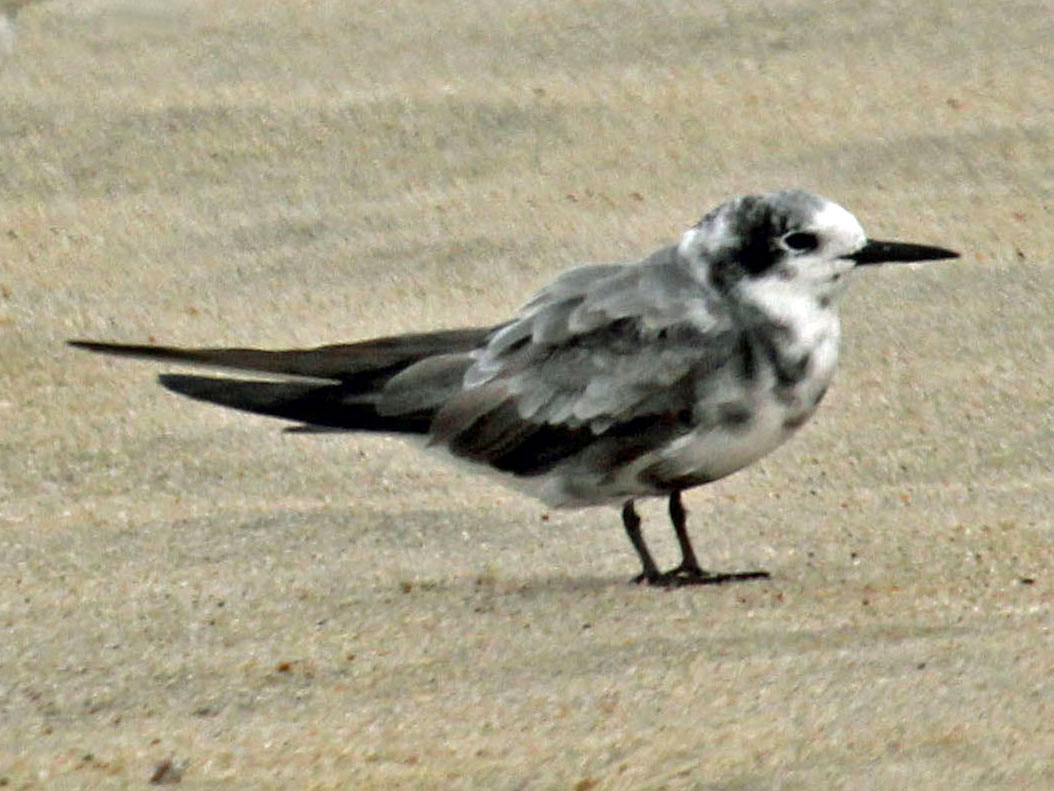
繁殖期
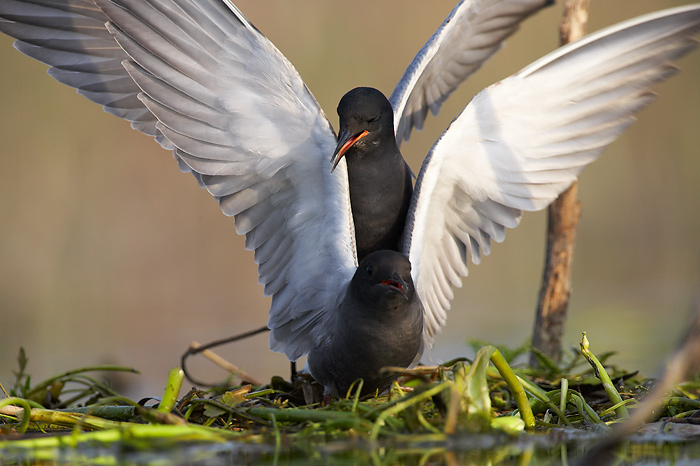
交配中的黑浮鷗 塔爾圖縣, 愛沙尼亞
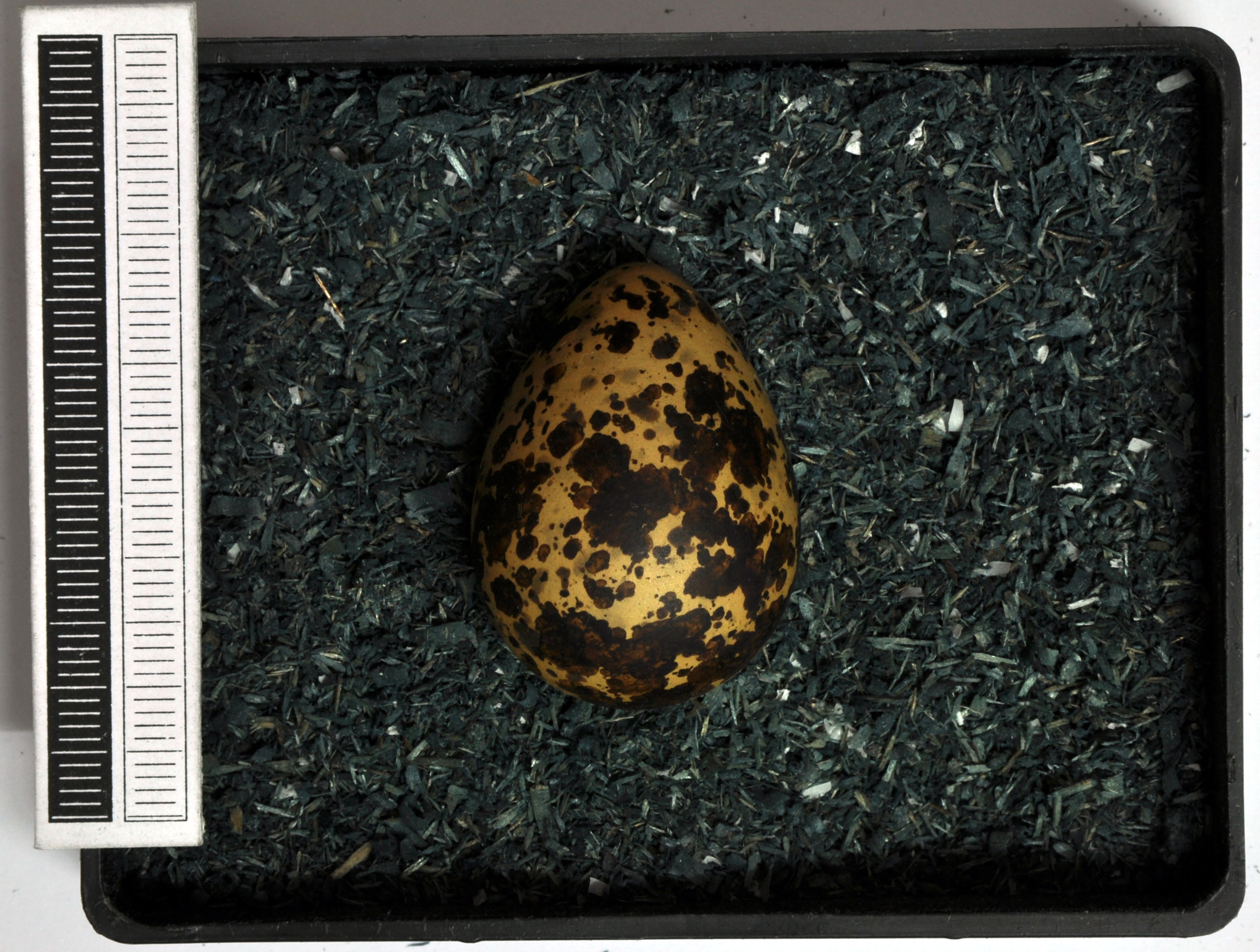
蛋, 收藏於威斯巴登博物館
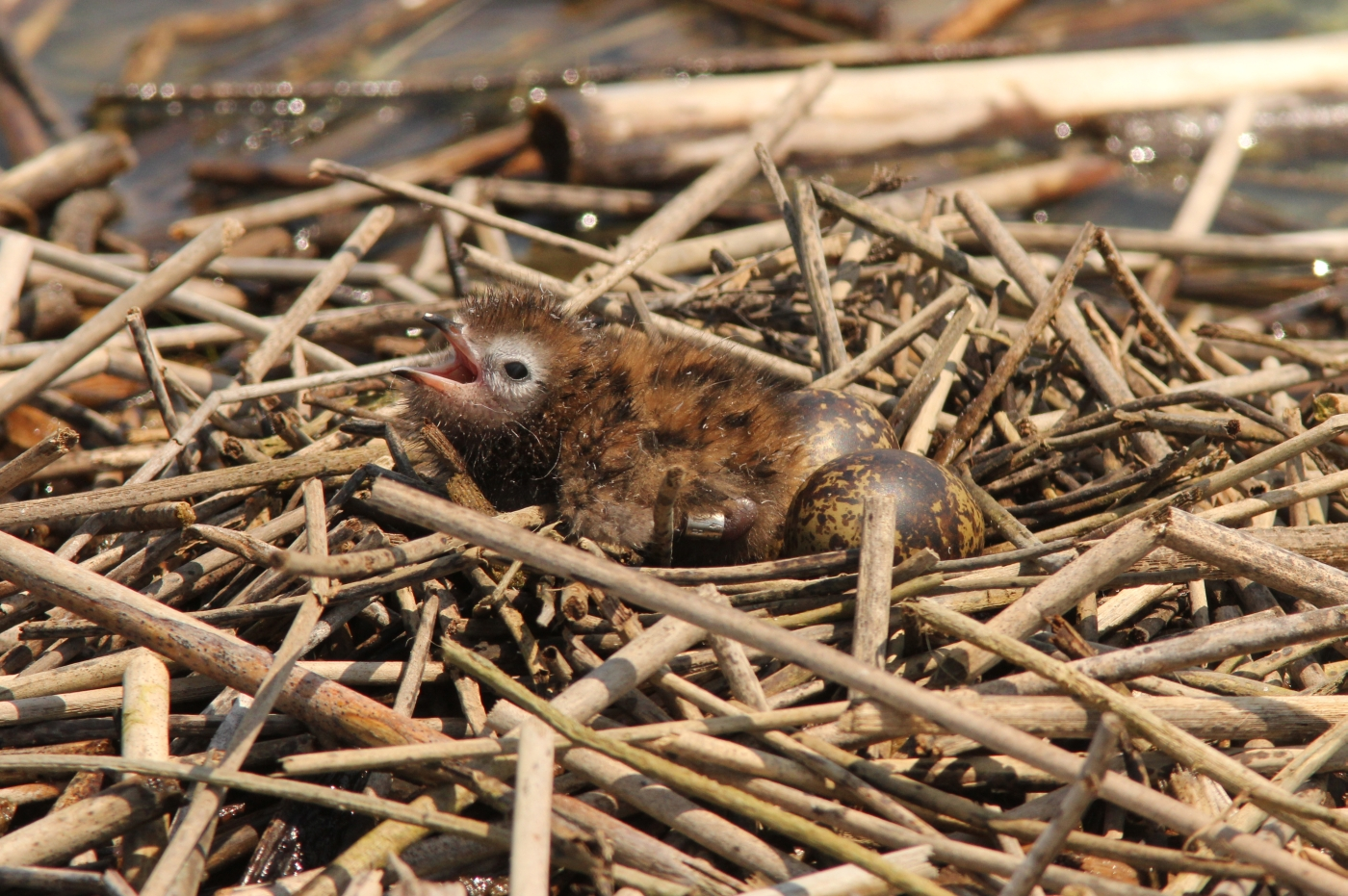
一隻新孵出的雛鳥和兩顆蛋在漂浮的蘆葦築成的巢上， 安大略省, 加拿大
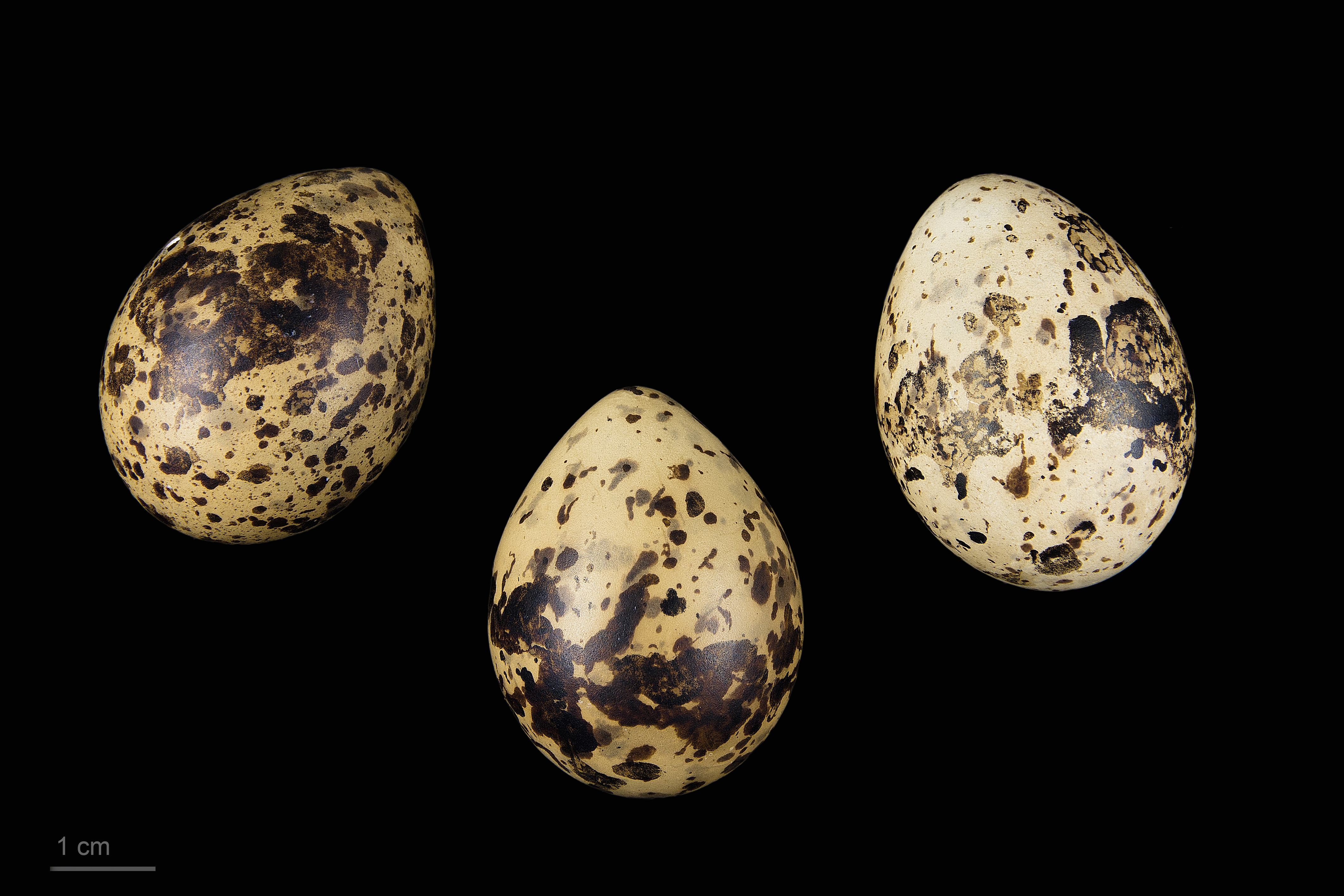
Chlidonias niger niger - 土魯斯博物館